# لافایت (تنسی)
لافایت(به انگلیسی: Lafayette) شهری در ایالت تنسی کشور ایالات متحده آمریکا است که جمعیت آن در سرشماری سال ۲۰۱۰ میلادی، ۴٬۴۷۴ نفر بوده‌است.